# Rote Lippen – blaue Bohnen
Rote Lippen – blaue Bohnen (Originaltitel: Vous pigez ?) ist ein französisch-italienischer Kriminalfilm aus dem Jahr 1955 nach dem Roman Don’t Get Me Wrong von Peter Cheyney. Der Film ist der vierte Auftritt Eddie Constantines als Lemmy Caution. Der italienische Kinostart war am 29. Dezember 1955, in die westdeutschen Kinos kam der Film am 16. März 1956. Im deutschen Fernsehen wurde zeitweise der Titel Dämchen, Diebe, Diamanten verwendet.

## Handlung
Der Agent Lemmy Caution folgt einer Einladung des Chemikers Professor Romano auf dessen Landgut bei Turin. Romano wurden durch den Gangsterboss Istria wichtige Unterlagen zur Herstellung künstlicher Diamanten entwendet. Bereits bei der Ankunft auf dem Landgut wird Lemmy niedergeschlagen und Romano entführt. In einer Bar lernt Lemmy die Tänzerin Fernanda kennen und gerät in eine Auseinandersetzung mit dem Kriminellen Tony Martinelli, welcher sich als der Entführer des Professors herausstellt. Als Lemmy auf Istria trifft, lässt Tony seinen ehemaligen Chef erschießen. Fernanda stellt sich als Komplizin Tonys heraus. Tony, der ebenfalls ein Verhältnis mit Georgette, Istrias Witwe hat, schickt seine Männer um Lemmy zu beseitigen. Die Bande hält den Agenten nach einem Sturz in einen alten Brunnen für tot. Dort wird Lemmy von einem Trupp Pfadfinderinnen am nächsten Morgen gefunden und schließlich gerettet. Nachdem Lemmy mithilfe seines Kollegen Clifton die Verfolgung Tonys wieder aufgenommen hat, kann er den entführten Professor auf einem Schiff im sizilianischen Meeres ausfindig machen. Indem Lemmy die Gangster mit einer Gruppe Tänzerinnen ablenkt, gelingt es ihm Romano aus den Klauen der Gangster zu befreien.

## Rezeption
Das Lexikon des internationalen Films beschreibt den Film als „teilweise witzig-frivol, meistens ziemlich lächerlich und manchmal wirklich spannend“.

## Synchronisation
Die deutsche Synchronfassung entstand 1956 bei der Berliner Synchron GmbH unter der Synchronregie von Klaus von Wahl nach dem Dialogbuch von Fritz A. Koeniger.
| Darsteller        | Synchronsprecher    | Rolle            |
| ----------------- | ------------------- | ---------------- |
| Marcel Loche      | Erich Poremski      | Barmixer         |
| René Blancard     | Wolfgang Eichberger | Clifton          |
| Maria Frau        | Herta Kravina       | Fernanda         |
| Yorick Royan      | Inge Landgut        | Georgette Istria |
| Roger Hanin       | Ralph Lothar        | Istria           |
| Enrico Spada      | Eduard Wandrey      | Kapitän          |
| Eddie Constantine | Arno Assmann        | Lemmy Caution    |
| René Clermont     | Hans Hessling       | Professor Romano |
| Francois Perrot   | Paul Edwin Roth     | Tony Martinelli  |
| Luisa Rivelli     | Sigrid Lagemann     | Zellara          |